# وادي الرمان

صورة جوية لفوهة رامون، في صحراء النقب.

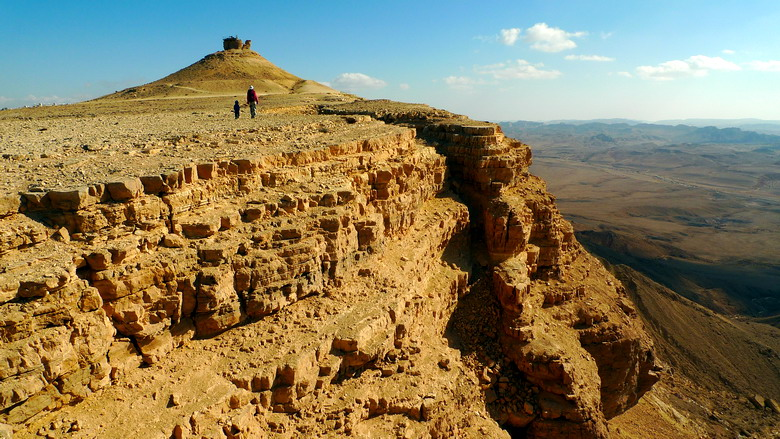
الإنشقاق في الوادي

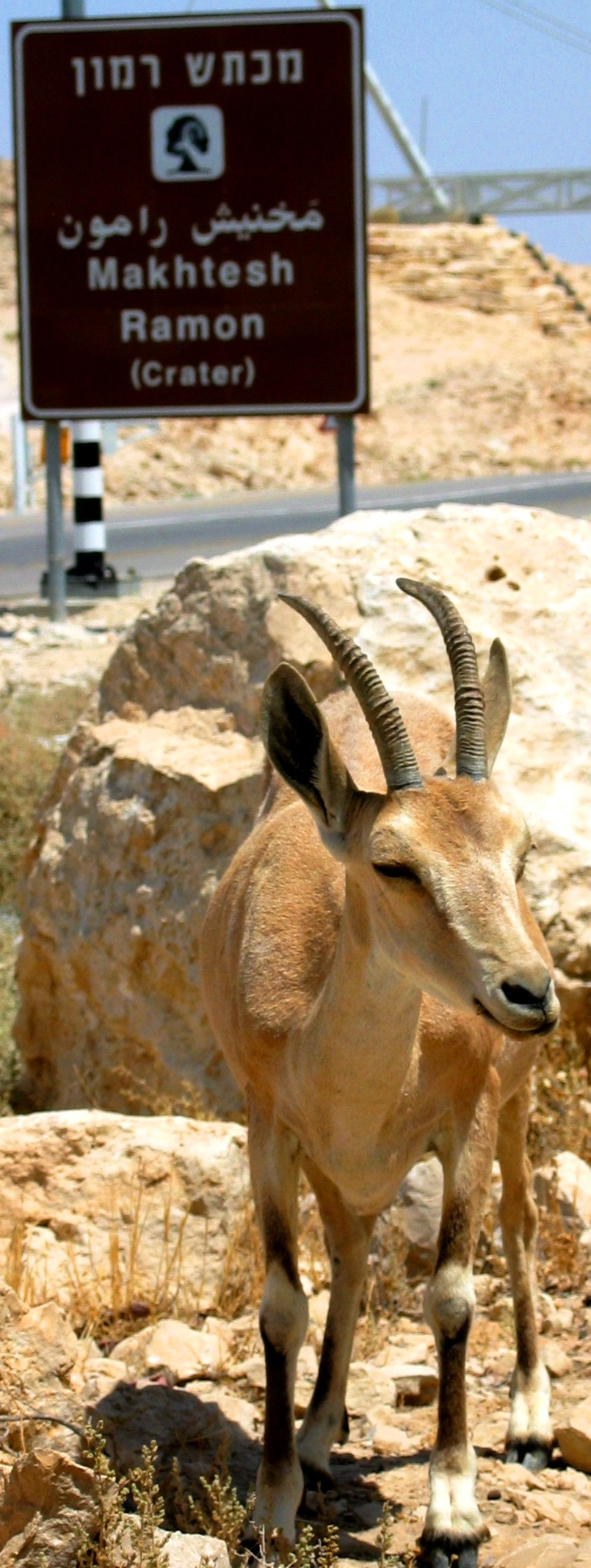
وعل نوبي في الوادي.

وادي الرمان أو مختيش رامون (العبرية: מכתש רמון مختيش بالعبرية يعني جُرْن أو فُوهَة وكذلك هَاوُن) هو أحد المعالم الجيولوجية الفريدة في صحراء النقب في إسرائيل. وتشكل تضاريسه أكبر "فوهة تعرية" في العالم، يبلغ طولها 40 كم ويبلغ عرضها 9 كم ويبلغ عمقها 350 مترًا.
يشكل وادي الرمان مَعْلمًا جيولوجيًا ذا أهمية علمية وبيئية كبيرة، حيث يُعد متحفًا طبيعيًا مفتوحًا يكشف عن طبقات الأرض وتاريخها الجيولوجي الممتد لملايين السنين. وتتميز المنطقة بتنوعها البيولوجي، إذ تُعد موئلًا لعدد من الأنواع الصحراوية النادرة من النباتات والحيوانات، إلى جانب احتوائها على ظواهر جيومورفولوجية بارزة مثل المخاريط البركانية، والسدود النارية، والتكوينات الرسوبية والمعادن المتعددة.

عبر العصور، شكّلت المنطقة ممرًا للقوافل وموقعًا استراتيجيًا على طرق التجارة القديمة التي عبرت صحراء النقب. وفي العصر الحديث، أُعلنت المنطقة محميّة طبيعية وطنية تُعرف باسم "محمية رامون"، وتُعد الأكبر من نوعها في إسرائيل، حيث تُبذل فيها جهود متواصلة للحفاظ على التوازن بين حماية القيم الطبيعية والثقافية، وبين تطوير السياحة البيئية المستدامة.

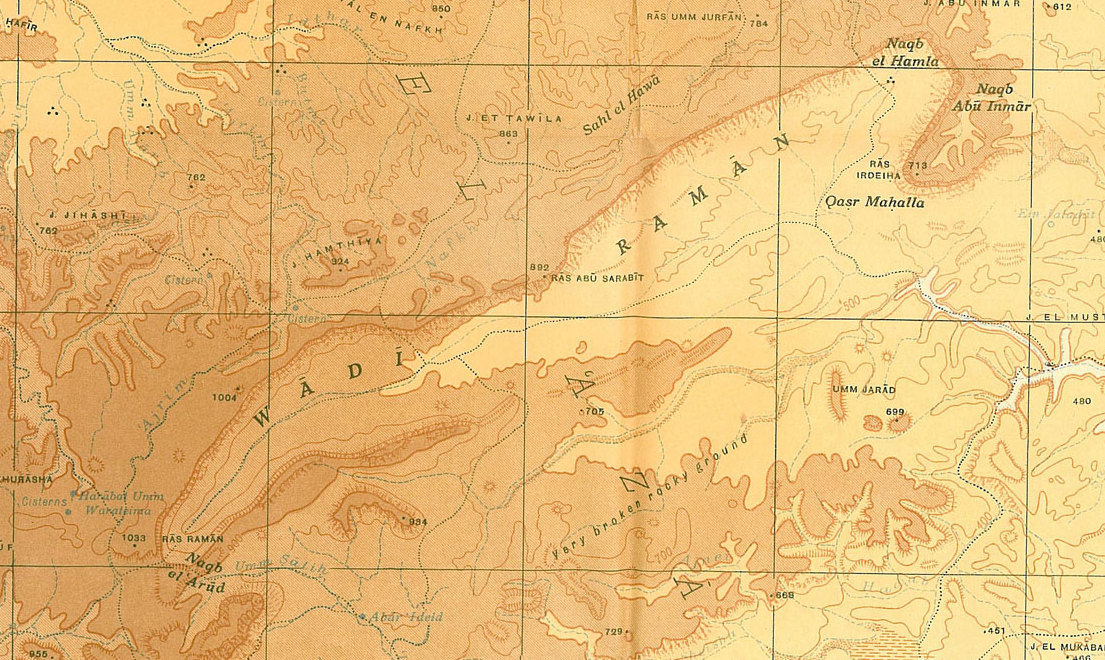
وادي رامان في خريطة مسح فلسطين عام 1944

## تسمية
أصل تسمية الموقع يعود إلى وادي الرمان الجاري في أسفله. وفي خمسينات القرن العشرين أصدر الباحث الإسرائيلي دافيد عاميران بحثًا يحلل مزايا هذا الموقع الجيولوجي وسماه بالعبرية "مختيش" (جُرْن أو فُوهَة وكذلك هَاوُن) وأصبح هذا المصطلح العبري الجديد مستعملًا في بعض الأبحاث العالمية (Makhtesh). ثم ترجم هذا المصطلح العبري في نشرات سلطة الطبيعة والحدائق الوطنية الإسرائيلية إلى كلمة جُرن العربية.

## التكوين الجيولوجي
تعود نشأة وادي الرمان إلى عمليات جيولوجية معقدة عبر مئات ملايين من السنين. وفي العصر الجوراسي المتأخر كانت منطقة النقب مغمورة بمياه محيط تيثس القديم. ومع انحسار البحر تدريجيًا انكشف نتوء جبلي ضخم يشبه السنام. تعرضت تلك الحدبة الصخرية لعمليات تعرية طويلة الأمد بواسطة المياه والرياح والعوامل المناخية، مما ساعد على تسطُّحها ببطء. وقبل نحو 5 ملايين سنة تقريبًا، تشكَّل وادي عربة المتصدع، جزء من صدع البحر الأحمر – الوادي المتصدع الكبير، مما غيَّر مجاري الأنهار في المنطقة. بدأت الأنهار الجديدة تنحت باطن النتوء الجبلي، حيث كانت طبقاته الداخلية أضعف وأكثر ليونة من القشرة الصخرية الصلبة التي تعلوها. وبهذا انتُزعت الصخور اللينة وانجرفت، في حين ظلت الصخور الصلبة في الأطراف لتشكل جدرانًا شاهقة تحيط بالمنخفض. تعمَّق قاع المختش تدريجيًا بمعدل أسرع بكثير من تآكل حوافّه، فازداد ارتفاع الجدران المحيطة مع مرور الزمن. ومع كل مستوى تعرية أعمق، كُشفت طبقات جيولوجية أقدم؛ إذ تصل أعمار الصخور عند قاع الوادي اليوم إلى نحو 200 مليون سنة من حقبة الترياس. يبلغ عمق الجرن حاليًا حوالي 500 متر عن حافته، وتقع أدنى نقطة فيه عند نبع يسمى اليوم عين سهرونيم. وهذا النبع الصغير هو مصدر المياه الطبيعي الوحيد داخل الوادي ويمثل شريان الحياة للكثير من الكائنات البرية في المنطقة.

### جيولوجيا المنطقة
يكشف جرن رامون عن سجل جيولوجي فريد من نوعه، فهو بمثابة نافذة طبيعية تعرض طبقات الصخور العميقة للقشرة الأرضية التي تعود إلى حقبات سحيقة. تتميز جدران الجرن العلوية بتكوينات من صخور الجير والدولوميت الصلبة، بينما يتكون قاعه من صخور أقل صلابةً مثل الطباشير والحجر الرملي التي تآكلت وانجرفت بسهولة. وقد نتج عن ذلك التنوع ظهور مناظر جيولوجية رائعة بألوان متعددة، من طبقات رملية صفراء وحمراء إلى نتوءات صخرية سوداء. فعلى أطراف الوادي تنتصب عدة جبال ونتوءات جيولوجية بارزة، منها جبل رامون في الجنوب، وجبل أردون في الشمال الشرقي، بالإضافة إلى جبلين مسطّحين هما جبل مرفق وجبل قطوم على طول الجدار الجنوبي.
في الجهة الشمالية الشرقية للوادي، توجد منطقة كانت مغطاة بالكامل بأحافير الأمونيت البحرية ضخمة الحجم التي تعود للعصر الجوراسي – إذ تراوحت أحجامها من حجم الحلزون الصغير إلى ما يقارب حجم عجلة الجرار. ورغم أن الكثير من تلك المستحاثات قد جُمعت في الماضي، إلا أنه لا يزال بالإمكان العثور على عينات أصغر ضمن تكوينات صخور المنطقة. ويتمثّل سجل الحقب القديمة أيضًا بوجود أحافير بحرية أخرى، مثل ثنائية الصدفة من عائلة Ramonalinidae التي وُجدت ضمن صخور الترياس الأوسط المبكر وسُمِّيت تيمّنًا باسم رامون.
شهد المختيش أيضًا نشاطات بركانية قديمة تركت بصماتها في جيولوجيته. فهناك تل مخروطي أسود يُدعى جفعات جاعاش في شمال الوادي كان بركانًا نشطًا قبل آلاف السنين. ثار ذلك البركان وقذف حممًا اندفعت فوق صخور الحجر الجيري، ثم بردت الحمم بسرعة لتتحول إلى صخور البازلت السوداء. لا تزال هذه الصخور البركانية واضحة اليوم، كما يمكن رؤية تلال بازلتية أصغر في الجنوب (مثل منطقة قرني رامون) حيث تغطي طبقة بازلتية سوداء صخورًا جيرية أسفلها. ومن الظواهر اللافتة أيضًا تكوين يُعرف باسم "سن رامون"، وهو وتر صخري بارز داكن اللون تكوَّن من صخور الصُهارة (الماغما) تصلَّبت تحت الأرض ثم اندفعت للأعلى عبر الشقوق حتى برزت ككتلة حادة سوداء، متباينة بوضوح مع لون الجدار الجيري المجاور لها.
أما في قلب الوادي، فيقع موقع جيولوجي فريد يسمى "ورشة النجارة". يتألف هذا التل المنخفض من أعمدة متعددة الأضلاع من الحجر الرملي المتحوّل إلى كوارتزيت، تظهر كقطع منشورية طويلة ذات مقطع مستطيل أو سداسي. تكوّنت هذه الأعمدة بشكل طبيعي نتيجة تغلغل الصُهارة و"خبز" الرمل وتحويله إلى أعمدة صلبة من الكوارتزيت، مما جعل الموقع أشبه بورشة نجارة طبيعية، ومن هنا جاءت تسميته. يحتوي الوادي كذلك على عشرات الشقوق الصخرية العمودية (السدود الصخرية) الناتجة عن تجمد الصهارة ضمن شقوق القشرة الأرضية، كما يمكن في بعض المواضع العثور على بلورات جذابة من معدن السليستيت داخل فجوات صخرية خاصة قرب تلك السدود.

## المناخ والبيئة
يقع وادي الرمان في قلب النقب الذي يتميز بمناخ صحراوي قاسٍ يتسم بالجفاف والحرارة. ومع ذلك، فإن تضاريس المختيش الفريدة وتفاوت الارتفاع بين حافته وقاعه يؤديان إلى اختلافات محلية في المناخ، مما يخلق بيئات مصغّرة متنوعة داخل المنطقة. يسود مناخ شبه صحراوي معتدل نسبيًا في المرتفعات المحيطة بالمختيش خاصة على حافته الشمالية عند بلدة متسبيه رامون التي ترتفع لحوالي 800 متر فوق سطح البحر، حيث تكون الشتاءات باردة تصل أحيانًا إلى درجة تجمد الماء وقد تشهد تساقطًا خفيفًا للثلوج. أما الصيف هناك فحار وجاف ولكنه أقل قسوةً من المناطق المنخفضة. يبلغ متوسط هطول الأمطار السنوي على حافة المختيش العلوية حوالي 100 ملم سنويًا، ما يكفي لدعم غطاء نباتي متفرق الخاص بالسباسب (steppe) وبعض الأزهار الموسمية.
في المقابل، يتمتع قاع وادي الرمان بمناخ صحراوي شديد الجفاف وحار، نظرًا لانخفاض الارتفاع وكون الجدران تحجب تأثير الرياح الباردة. تقل الأمطار بشكل ملحوظ في القاع لتصل إلى حوالي 50–70 ملم سنويًا فقط، وقد تمر شهور الصيف الطويلة دون أي هطول. ترتفع درجات الحرارة صيفًا في الوادي بشكل كبير (قد تتجاوز 40°م في النهار)، بينما تنخفض ليلًا بشكل ملحوظ بفعل الانخفاض الإشعاعي، وقد تتدنى شتاءً إلى ما يقارب الصفر المئوي في الليالي الصافية. هذه التباينات المناخية تجعل البيئة في وادي الرمان فريدة من نوعها، حيث تتجاور أنواع نباتية وحيوانية من مناطق مناخية مختلفة ضمن نطاق جغرافي ضيق. فعلى المرتفعات، نجد كائنات تكيفت مع مناخ شبه بارد أشبه بالإقليم الإيرانو-التوراني (قاريّ)، بينما في القاع الحار الجاف تسود كائنات تنتمي للمنطقة الصحراوية العربية.
وعلى الرغم من الطبيعة القاحلة، يوجد في الوادي بعض المصادر المائية المحدودة التي تساهم في خلق واحات ميكروبية للحياة. فإضافة إلى نبع عين سهرونيم الدائم التدفق (وإن كان ضعيفًا)، تتجمع مياه الأمطار في بعض المنخفضات والبرك الموسمية خلال فصل الشتاء. كما تتدفق السيول عبر الشعاب (الأودية) الضيقة بعد العواصف المطرية النادرة، مسببة انتعاشًا قصير الأجل للغطاء النباتي ومرعى للحيوانات. هذه الظروف تدعم نظامًا بيئيًا صحراويًا هشًا لكنه متنوع.
تجدر الإشارة إلى أن عزلة المنطقة وبعدها عن التجمعات السكانية الكبرى جعل منها أيضًا محمية منخفضة الضوء ليلًا. فبفضل انعدام التلوث الضوئي تقريبًا، تم إعلان محيط وادي الرمان متنزّهًا للسماء المظلمة معترفًا به دوليًا من قبل جمعية السماء المظلمة (IDA)، وهو الأول من نوعه في منطقة الشرق الأوسط. يوفر هذا الوضع حماية ليس فقط للمناظر الطبيعية الليلية ولنشاطات الرصد الفلكي، بل يسهم أيضًا في الحفاظ على الإيقاع الطبيعي للحياة البرية الليلية في الصحراء.

## الحياة البرية

### الحيوانات
تضم منطقة وادي الرمان تنوعًا من الحياة الحيوانية الصحراوية التي تأقلمت مع ظروف البيئة القاسية. فعلى الرغم من قلة الغطاء النباتي والمياه، نجحت عدة أنواع من الثدييات في العيش ضمن نطاق الوادي وحوله. ومن أبرز هذه الحيوانات الوعول النوبية التي تنتشر على حواف الجروف وتقتات النباتات الصحراوية القليلة. كذلك تتواجد غزلان الصحراء بأعداد محدودة في المناطق المنبسطة، إلى جانب الوبر الصخري المنتشر بين الصخور.
من الضواري المتوسطة الحجم التي تعيش في المنطقة الضباع المخططة والذئاب العربية، والتي تقتفي أثر الفرائس الصغيرة أو تقتات الجيف في الصحراء. كما تم توثيق وجود الوشق الصحراوي وابن آوى الذهبي هناك، وهي مفترسات تتخفى بين التضاريس بحثًا عن القوارض والزواحف والطيور. أما النمر العربي الذي كان تاريخيًا يجوب مرتفعات النقب فهو اليوم على الأرجح منقرض محليًا بسبب ندرة الفرائس واتساع نشاط الإنسان.
شهدت العقود الماضية جهودًا لإعادة توطين بعض الأنواع التي انقرضت من المنطقة. ففي سبعينيات القرن الـ20 ومطلع الثمانينيات عملت هيئة حماية الطبيعة الإسرائيلية على إعادة إدخال الحمر البرية الآسيوية إلى صحراء النقب. جُلبت سلالات هجينة من نوعي الكولان التركماني والأخدر الفارسي إلى محمية حاي-بار في النقب جنوبًا للتأقلم، ثم أطلقت في برية وادي الرمان بدءًا من عام 1983. وقد تكاثرت هذه الحمر البرية بنجاح، وبحلول منتصف التسعينيات قُدّر عددها بحوالي 40 رأسًا تجوب منطقة المحمية. تمثّل هذه الخطوة إحياءً للسلالة المحلية (الحمر السورية البرية) التي كانت قد انقرضت تمامًا في أوائل القرن العشرين. وبالمثل، تم إطلاق قطعان من المها العربي في المحمية. فعادت لترعى في بطن الوادي بعد أن غابت طويلًا عن صحاري فلسطين.
وتزخر المنطقة أيضًا بتنوع من الزواحف تكيفت مع المناخ الصحراوي، مثل الأفاعي السامة كأفعى فلسطين وأفعى الرمل، والسحالي الكبيرة كالسقنقور وأسود الذيل، وعدة أنواع من الحرابي والسحالي الصغيرة. كما تعتبر المنطقة موطنًا هامًا للطيور الصحراوية؛ حيث يمكن مشاهدة النسر الأسمر محلقًا فوق الجروف، والعقاب الذهبي والبوم الصحراوي بين الشعاب. ويمر عبر النقب كل عام عدد كبير من الطيور المهاجرة في مواسم الهجرة بين أفريقيا وأوروبا، ما يجعل سماء المنطقة موقعًا لمراقبة الطيور العابرة.

### النباتات
على الرغم من مظهره القاحل، يحوي وادي الرمان تنوعًا نباتيًا ملفتًا للنظر قياسًا بمناطق صحراوية أخرى، وذلك بفضل تباين البيئات المصغرة بين قممه ووهاده وأوديته. ففي المرتفعات المحيطة بالمختش، حيث مناخ أشبه بالأراضي العشبية الباردة شتاءً، ينتشر نبات الشيح الصحراوي (الأرطماسيا) وغيره من الشجيرات المعمرة التي تتكيف مع البرودة النسبية. تظهر في فصل الربيع على سفوح الهضاب تشكيلة مبهرة من الأزهار البرية بعد موسم الأمطار المتأخر، منها شقائق النعمان القرمزية التي تلون الأرض ببتلاتها الحمراء، والتوليب الصحراوي الأصفر (توليبستا). هذه النباتات وغيرها تمثل العناصر الإيرانو-تورانية الوافدة من آسيا الوسطى، والتي تجد في أعالي النقب مناخًا مناسبًا نسبيا.
أمّا في قاع المختش شديد الجفاف، فتسود نباتات الصحارى الحارة التي تنتمي إلى القطاع الصحراوي العربي. ففي مجاري الأودية الكبرى مثل وادي رامون ووادي أردون، تتوفر جيوب من التربة والرطوبة النسبية التي تسمح بنمو أشجار وشجيرات متفرقة. من أبرزها شجرة الطلح الأطلسي (Pistacia atlantica) التي يصل ارتفاعها أحيانًا إلى 8-10 أمتار وتنتشر فرادى على امتداد الأودية. تخلق هذه الأشجار ما يشبه غابة متناثرة في بعض المواقع (مثل وادي أيلوت) بكثافة تُقدَّر بحوالي 30 شجرة في الكيلومتر المربع. تفقد أشجار الطلح أوراقها في الشتاء، ومن السهل تمييزها بوجود نتوءات كروية أشبه بالمرجان (تكاوين ورمية) على أغصانها.
إلى جانب الطلح، تنمو في بطون الأودية شجيرات متباينة مثل السرخس الصحراوي (العوسج Lycium shawii) والرتم الأبيض (Retama raetam - و تسمى محليًا بالرتمة) التي تغطيها أزهار بيضاء عطرة في الربيع. كذلك نجد العبل (أنابasis articulata) وهو نبات عصاري مفصلي يتخذ لونًا أخضر رماديًا، ويمتاز بقدرته على تجفيف طبقته السطحية لتقليل فقدان الماء صيفًا. وفي المواضع التي ترتفع فيها نسبة الجبس في التربة، يتشكل مجتمع نباتي خاص أبرز عناصره السَّبِط (Salsola cyclophylla) وهو شجيرة ملحية صغيرة الأوراق تتحمل التربة الجصية.
بالقرب من منابع المياه والبرك الدائمة أو الموسمية، يختلف المشهد النباتي تمامًا. فحول نبع عين سهرونيم مثلا يمكن رؤية تجمعات من القصب (Phragmites australis) والبوص (Typha domingensis) التي تنمو طويلًا بفضل رطوبة التربة المستدامة. وعلى مسافة أبعد قليلاً من الماء، حيث التربة مائلة للملوحة، تنتشر شجيرات مثل الطرفاء بأنواعها ونبات الغردق (Nitraria retusa) ذو الثمار الحمراء الحلوة، والتي تظهر أوراقها مغطاة بطبقة رقيقة من البلورات الملحية كوسيلة تخلص من فائض الملح. هذه البيئات المائية المصغرة تجتذب بدورها حيوانات الصحراء العطشى، مما يعزز التنوع الحيوي حولها.
وبشكل عام، عانت النباتات في وادي الرمان تاريخيًا من ندرة التربة وتشتتها، إذ أن معظم أرضية الوادي صخرية أو رملية خشنة، ما يحد من انتشار الغطاء النباتي الكثيف. ومع ذلك، فإن ثراء الموائل - من جروف عالية وقيعان أودية وسهول حصوية وكثبان رملية متناثرة - أدى إلى وجود ما يزيد عن 200 نوع نباتي في نطاق المحمية، تشمل نباتات معمرة وحولية وبصيلات صحراوية، مما يجعل المنطقة إحدى أغنى مناطق النقب بالتنوع النباتي النسبي.

## الأهمية التاريخية والثقافية
يتمتع وادي الرمان إلى جانب أهميته الطبيعية بقيمة تاريخية وأثرية بارزة، إذ شكّل جزءًا من طريق تجارة القوافل القديم المعروف باسم طريق البخور الذي ربط الجزيرة العربية بساحل البحر المتوسط قبل الميلاد وبعده. استخدم الأنباط – وهم قوم عربي قديم أسس مملكة مزدهرة عاصمتها البتراء، استخدموا هذا الطريق الصحراوي لنقل اللبان والتوابل والأقمشة وغيرها من السلع النفيسة من اليمن وجنوب الجزيرة العربية إلى أسواق الشام ومصر وروما. وكان مسار الطريق يمر عبر النقب للاستفادة من الممرات والموارد المتاحة في الصحراء. وكان وادي الرمان إحدى المحطات الطبيعية الهامة على هذا الدرب بسبب توفر الماء عند عين سهرونيم.
أسس الأنباط في قلب الوادي محطة استراحة للقوافل تُعرف اليوم باسم خان سهرونيم. والخان كلمة عربية تعني الاستراحة أو المنزل، والمقصود هنا قصر القوافل حيث كان بإمكان المسافرين ودوابّهم التوقف للمبيت والتزوّد بالماء من النبع القريب. يمكن حتى اليوم مشاهدة بقايا أساسات هذا الخان الحجري الكبير الذي يعود بناؤه إلى القرن الأول الميلادي تقريبًا. كان الخان مربع الشكل تقريبًا (حوالي 45×45 مترًا) ويضم فناءً مركزيًا تحيط به غرف للإقامة والتخزين. اختار الأنباط هذا الموقع بالذات لوقوعه قرب مصدر الماء الدائم الوحيد في مسار الطريق كله. يُعتقد أن مياه عين سهرونيم كانت أكثر غزارة في الماضي، وربما استمرت بالتدفق طيلة العام لتزوّد القوافل بالماء. وحسب بعض الدراسات تسبب نشاط زلزالي حديث نسبيًا في تغيير مجرى الماء وتقليل تدفقه.
إلى جانب محطة الخان، أقام الأنباط أيضًا مراكز مراقبة وحراسة على المرتفعات المشرفة على الطريق لضمان سلامة القوافل وحمايتها من اللصوص. على الحافة الشمالية للمختش، توجد بقايا حصن صغير يُعرف باسم حصن محمل استخدمه الأنباط ولاحقًا الرومان لنفس الغرض. سيطر هذا الحصن على الطريق من الأعلى، وتبادل الإشارات مع حصون أخرى على طول درب البخور. وبعد خضوع المملكة النبطية للإمبراطورية الرومانية عام 106م، واصل الرومان استخدام هذه المنشآت للحفاظ على أمن الطريق وتأمين نقل البضائع.
بفضل هذه المواقع الأثرية المهمة المرتبطة بطريق التجارة القديم، أدرجت منظمة اليونسكو درب البخور في النقب ومدنه الصحراوية، بما فيها آثار خان سهرونيم وحصن محمل ضمن نطاق وادي الرمان، على قائمة مواقع التراث العالمي عام 2005. ويعكس هذا الإدراج أهمية التراث التاريخي والثقافي الذي يحتضنه المكان، إلى جانب قيمته الطبيعية. ويزور علماء الآثار والمؤرخون المنطقة لدراسة تلك البقايا وفهم أنماط الطرق التجارية القديمة وتقنيات العيش في الصحراء التي اتبعها الأنباط وغيرهم من الشعوب القديمة.

## أهمية المنطقة حاليًا
في العصر الحديث، أصبح وادي الرمان مقصدًا سياحيًا وتعليميًا مهمًا لعشاق الطبيعة والجيولوجيا والمغامرة. تطور قطاع السياحة البيئية في بلدة متسبيه رامون المطلة على المختش، وتحولت البلدة إلى مركز للخدمات السياحية الصحراوية، حيث يوفر عدد من الفنادق الصغيرة وبيوت الضيافة والمخيمات البدوية التجربة الفريدة للمبيت بالقرب من حافة الوادي تحت سماء صحراوية مرصعة بالنجوم. كما افتتح في عام 2013 مركز زوار وادي الرمان الحديث، الذي يقدم للزوار تجربة تفاعلية للتعرف على جيولوجيا المنطقة وتاريخها الطبيعي والبشري. يحتوي المركز على معروضات تعليمية حول نشأة المختش وتنوعه الحيوي، ونوافذ تطل مباشرة على المشهد البانورامي للمختش، إضافة إلى فيلم وثائقي مجسّم يشرح عملية التكوين الجيولوجي للمكان. يخلّد المركز أيضًا ذكرى رائد الفضاء الإسرائيلي الأول الراحل إيلان رامون.
ينشط الزوار في استكشاف المختيش عبر شبكة من مسارات المشي الطويلة والدروب الجبلية وطرق المركبات الوعرة التي تمتد عبر أجزاء المختش المختلفة. توفر هذه المسارات وصولاً إلى معظم المعالم المهمة داخل المختيش، مثل تلة المنسرة ومنطقة الأحافير وموقع عين سهرونيم وغيرها. ويمكن للسياح التجول سيرًا على الأقدام أو بركوب الدراجات الجبلية أو عبر رحلات بسيارات الدفع الرباعي بصحبة أدلاء متخصصين لاستكشاف التشكيلات الصخرية الفريدة والاستمتاع بالمناظر الطبيعية الصحراوية الخلابة. وتُعد جولات مراقبة النجوم ليلًا من الأنشطة المميزة أيضًا، حيث يأتي هواة الفلك إلى المنطقة للاستفادة من ظلام السماء وصفائها لرصد المجرات والكواكب.
وإلى جانب السياحة، يشكل المختش مختبرًا طبيعيًا للبحث العلمي والتعليم. تستقطب جيولوجيا المنطقة الفريدة علماء الجيولوجيا من أنحاء العالم لدراسة التكوينات الصخرية والفوالق والظواهر المعدنية فيها، وقد نُشر بالفعل المئات من الأبحاث العلمية حول طبقات الصخور والحفريات والتكوينات البركانية في رامون والمختيشات الأخرى المجاورة. أنشئ في بلدة متسبيه رامون مركز علمي للأبحاث الصحراوية يعرف باسم "مركز أبحاث رامون"، يتبع لجامعة بن غوريون ومعهد الصحراء في النقب، ويُعنى بإجراء الدراسات طويلة المدى على بيئة المختش والمناطق المحيطة به. يساهم هذا المركز في تقديم المشورة العلمية لإدارة المحمية، كما يستضيف الباحثين والطلاب لإجراء تجارب ميدانية حول المناخ الصحراوي والموارد المائية والنظم البيئية الجافة. إضافة لذلك، يستخدم المختش كميدان لتدريب الجيولوجيين وطلاب علوم الأرض، حيث يُعتبر بمثابة كتاب جيولوجي مفتوح يعرض تاريخًا يعود إلى ملايين من السنين بشكل مرئي.
وفي مجال الثقافة والتوعية، تنظم في المنطقة مهرجانات بيئية وسياحية سنوية، مثل مهرجانات مراقبة النجوم وسباقات الماراثون الصحراوي، وفعاليات التصوير الفوتوغرافي للطبيعة.

## المحمية الطبيعية والإدارة البيئية
أُعلن عن منطقة وادي الرمان وما يحيط بها محميةً طبيعية منذ عقود حفاظًا على قيمتها الجيولوجية والحيوية الفريدة. تمتد محمية جبال النقب ووادي الرمان على مساحة شاسعة تُقدّر بحوالي 250 ألف هكتار، مما يجعلها أكبر محمية طبيعية في إسرائيل. تهدف إدارة المحمية إلى صون المشهد الطبيعي الفريد للمختش وضمان استمرارية وجود الأنواع البرية التي تعيش فيه. ولهذا الغرض، تُطبَّق إجراءات صارمة لتنظيم النشاط البشري داخل حدود المحمية. فمثلًا، يُمنع السير خارج المسارات المحددة لتفادي إتلاف التربة القشرية والنباتات الهشة. كما تم وضع لوحات إرشادية وتعليمية في المواقع الحساسة لتوجيه الزوار وحثهم على احترام الطبيعة وعدم جمع الصخور أو المساس بالكائنات البرية.
ومن المفارقات الإيجابية أن منطقة رامون، بخلاف أجزاء واسعة من النقب، خالية من التدريبات العسكرية للجيش الإسرائيلي، حيث جرى الاتفاق على إبقاء هذه الرقعة معزولة عن المناورات حفاظًا على بيئتها. وقد ساهم ذلك في تقليل التدخل البشري وفي توفير ملاذ آمن للحيوانات المهددة مثل الوعول والغزلان. كذلك يقوم مسؤولو المحمية بمراقبة أعداد النباتات والحيوانات وإجراء برامج إكثار وإعادة توطين عند الحاجة، بالتعاون مع مراكز مثل مزرعة حاي بار (محمية الإكثار) في يوتفاتا التي ساهمت في إعادة الحمر البرية والمها العربي إلى المنطقة.
تعمل سلطة الطبيعة والحدائق الإسرائيلية (INPA) على إدارة المحمية يوميًا، فتقوم فرقها بدوريات منتظمة لمنع الصيد غير المشروع أو الرعي الجائر وضبط المخالفات البيئية. كما تتابع حالة الينابيع والموارد المائية لضمان عدم تلوثها أو نضوبها. وبفضل هذه الجهود، ظل النظام البيئي في وادي الرمان محافظًا على توازنه النسبي رغم زيادة النشاط السياحي.
وعلى الصعيد الدولي، يحظى وادي الرمان باهتمام هيئات حماية الطبيعة العالمية. فإلى جانب إدراجه ضمن مواقع التراث العالمي من الناحية التاريخية، يجري العمل على إدراجه كموقع تراث جيولوجي عالمي نظرًا لفرادته الجيومورفولوجية. كما أنه جزء من خارطة المحميات الحيوية الصحراوية في الشرق الأوسط. وتوجد شراكات أكاديمية وعلمية دولية مع مركز أبحاث رامون لتبادل المعرفة حول إدارة البيئات الجافة والتكيف مع تغيرات المناخ التي قد تؤثر على الصحراء في المستقبل.

## معرض الصور

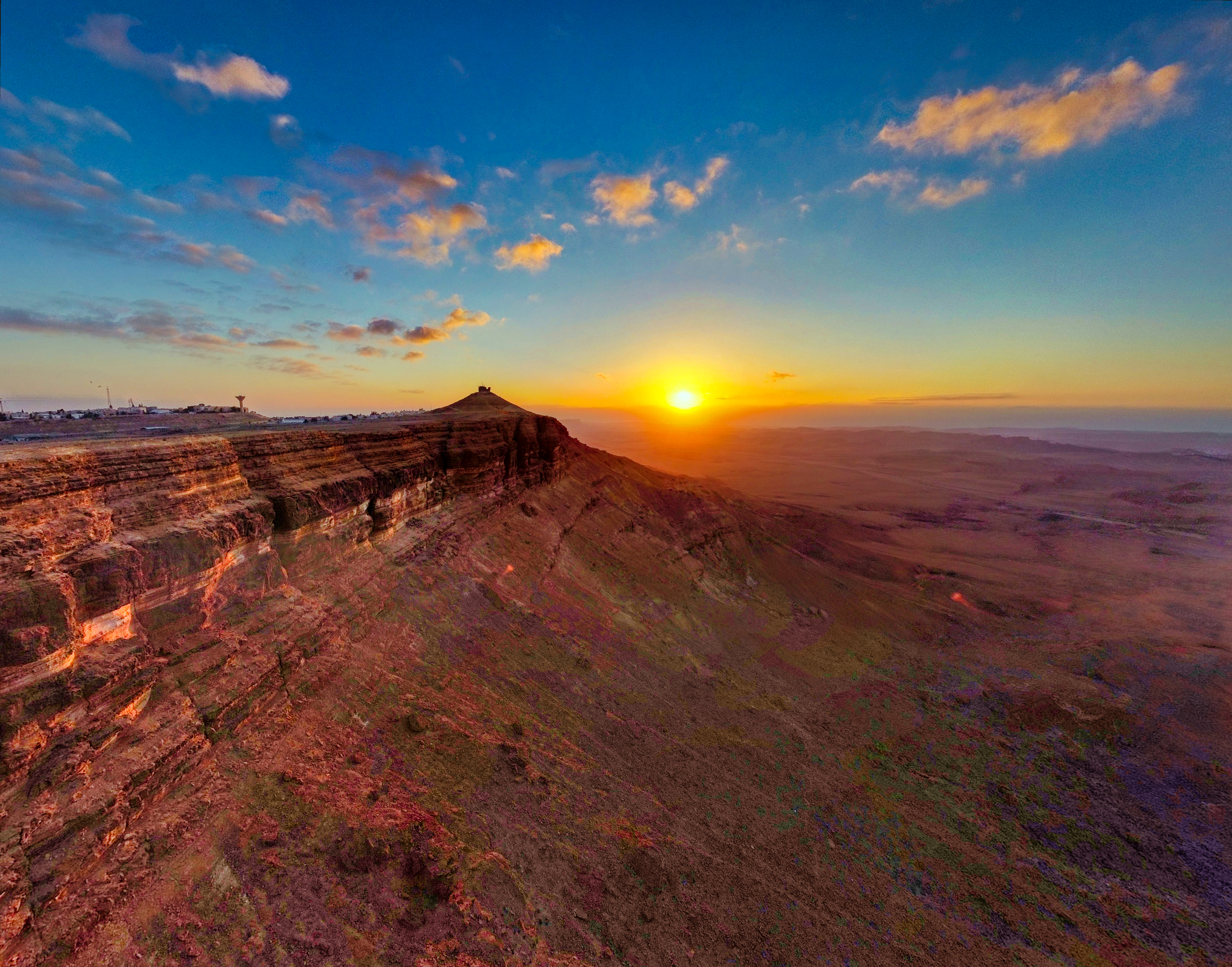
تلة الجمل، متسبيه رامون، وادي الرمان
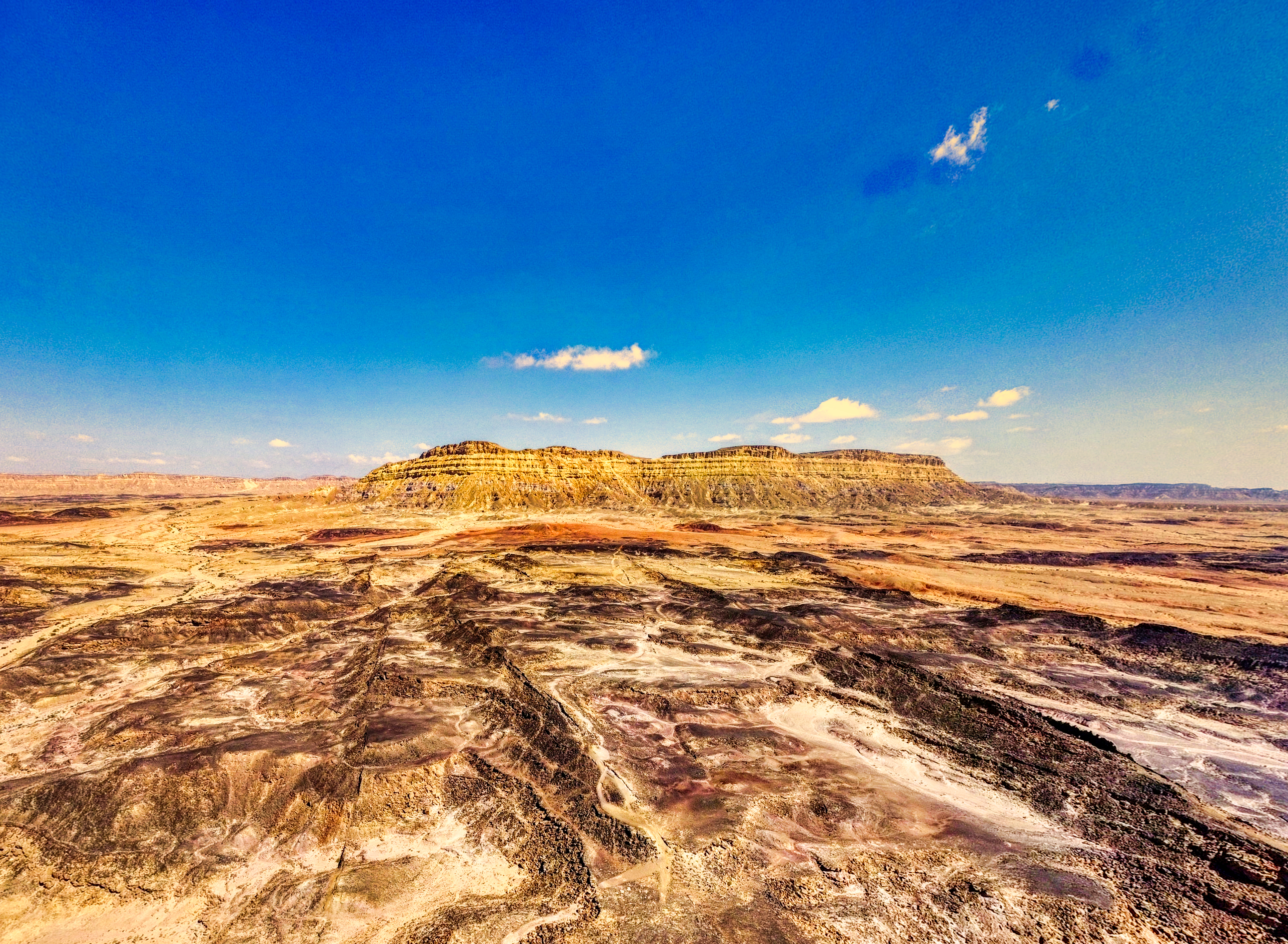
جبل أردون
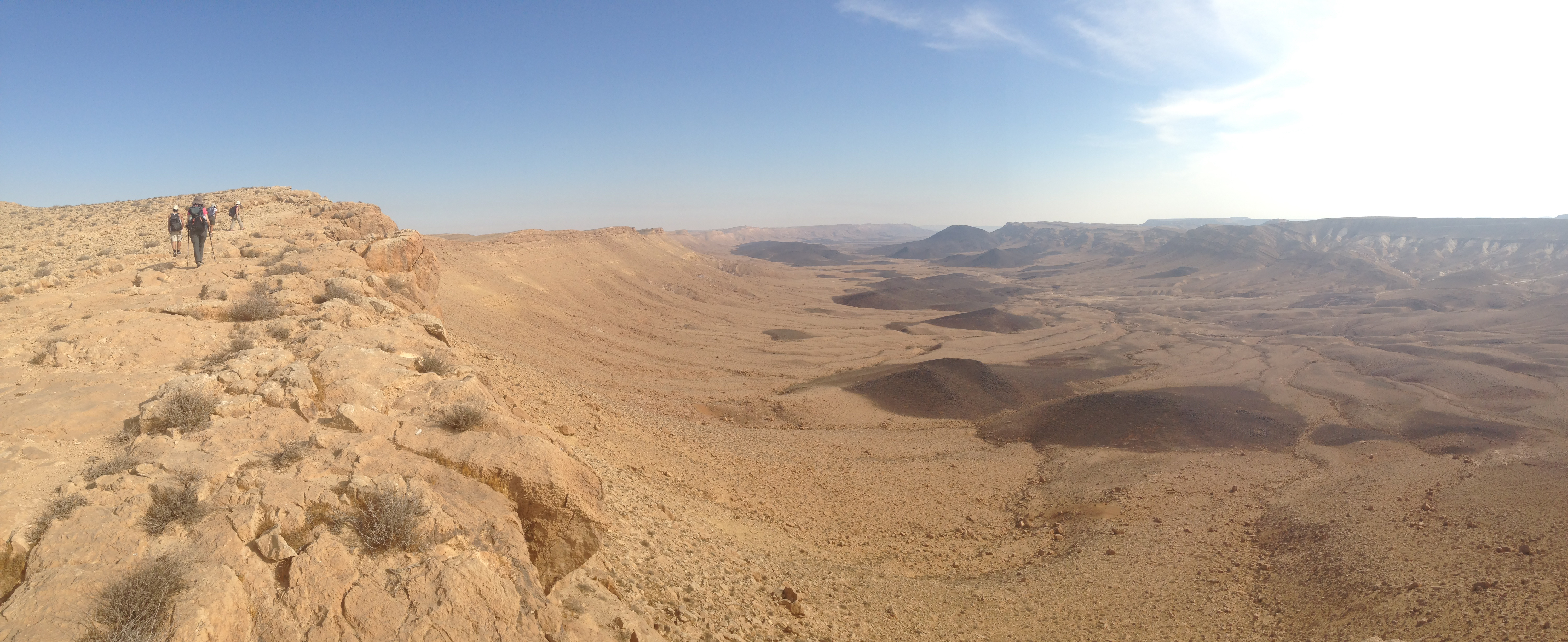
منظر لوادي الرمان من الغرب
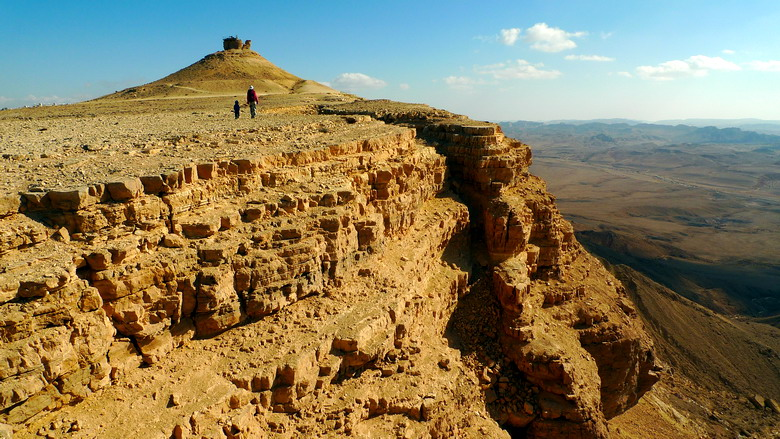
الجرف
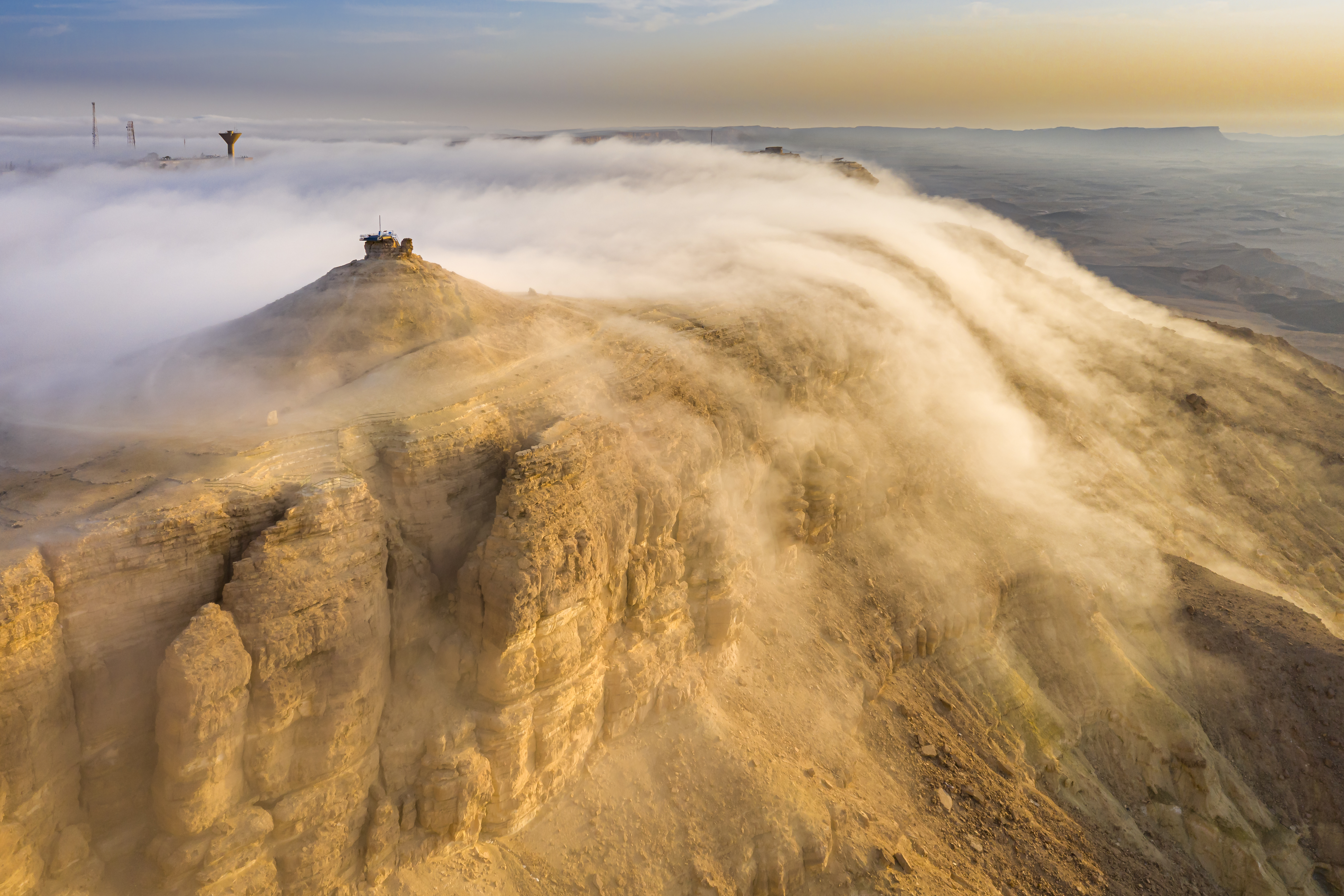
انزلاق السحابة (ضباب إشعاعي يسقط في رياح كاتاباتيكية) إلى وادي الرمان
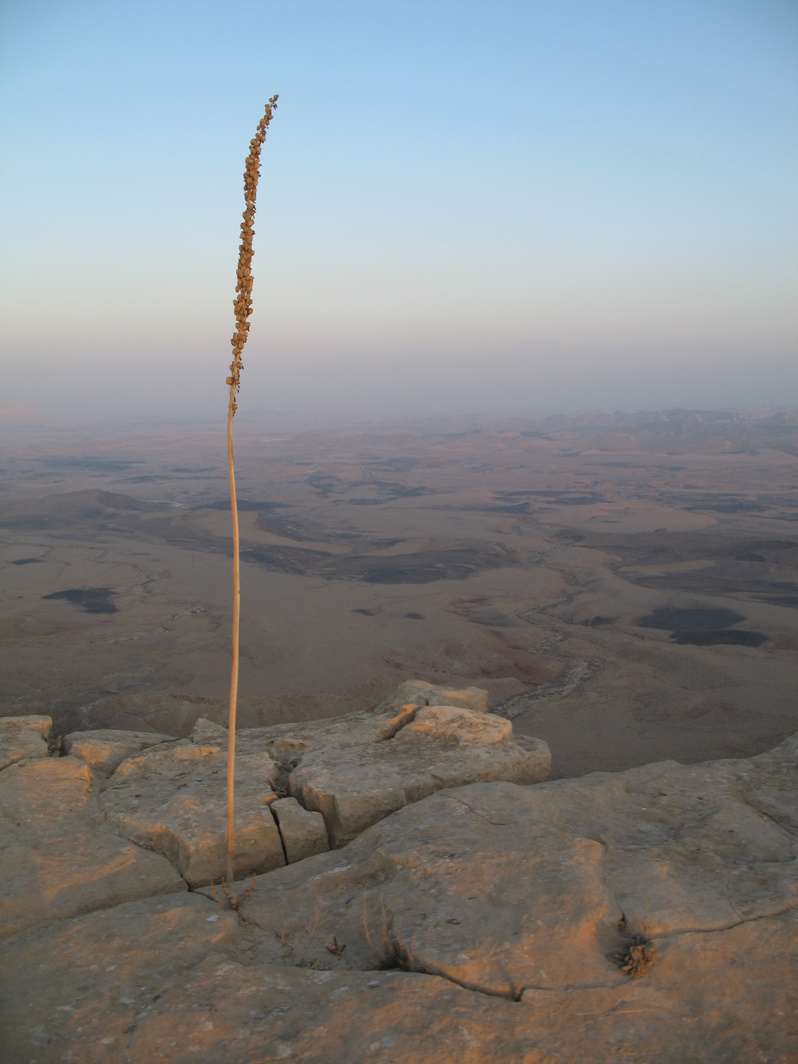
دريميا ماريتيما الجافة (أورجينيا ماريتيما) على الحافة الشمالية للمختيش
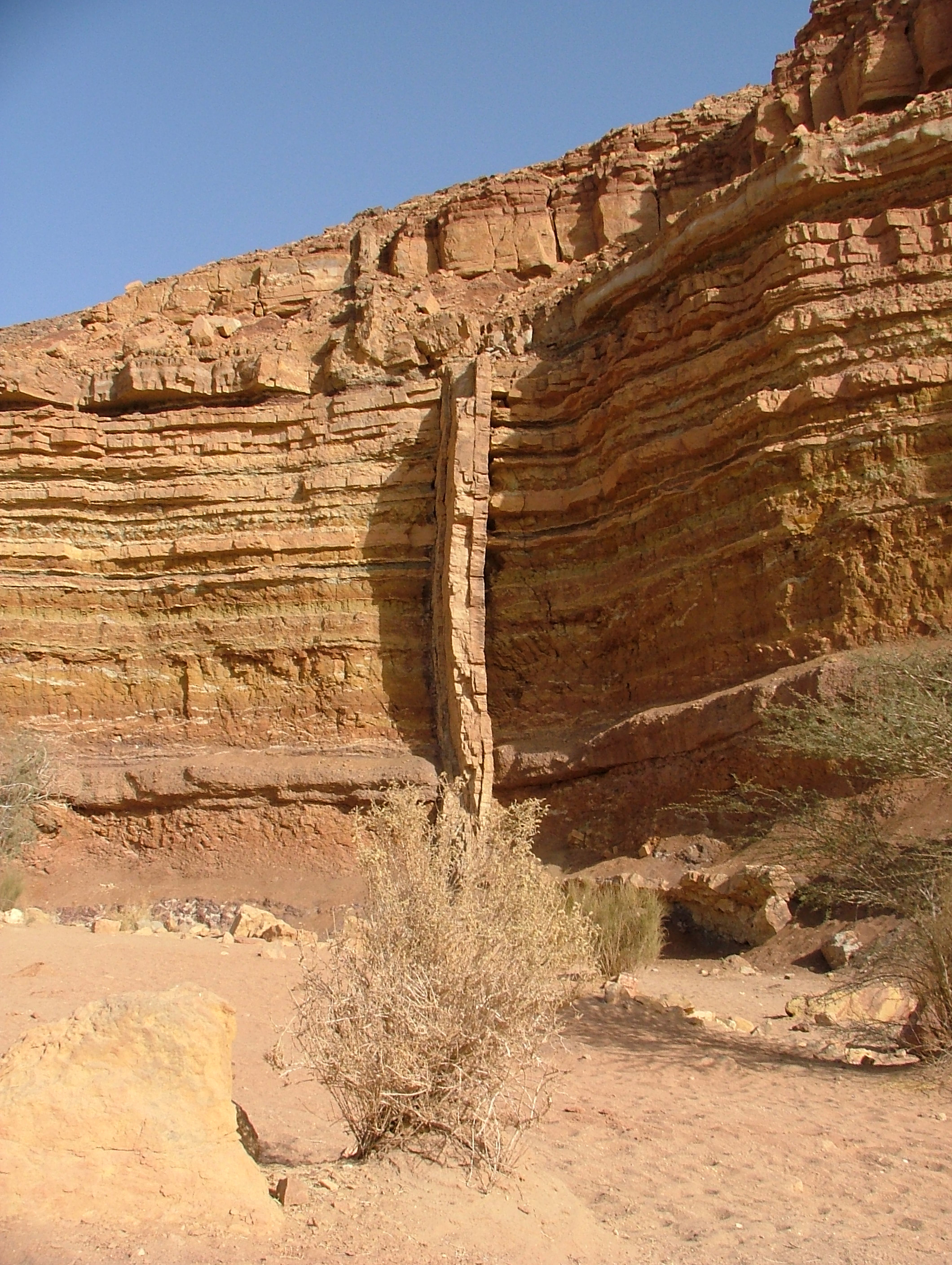
تكوينات صخرية (سد)
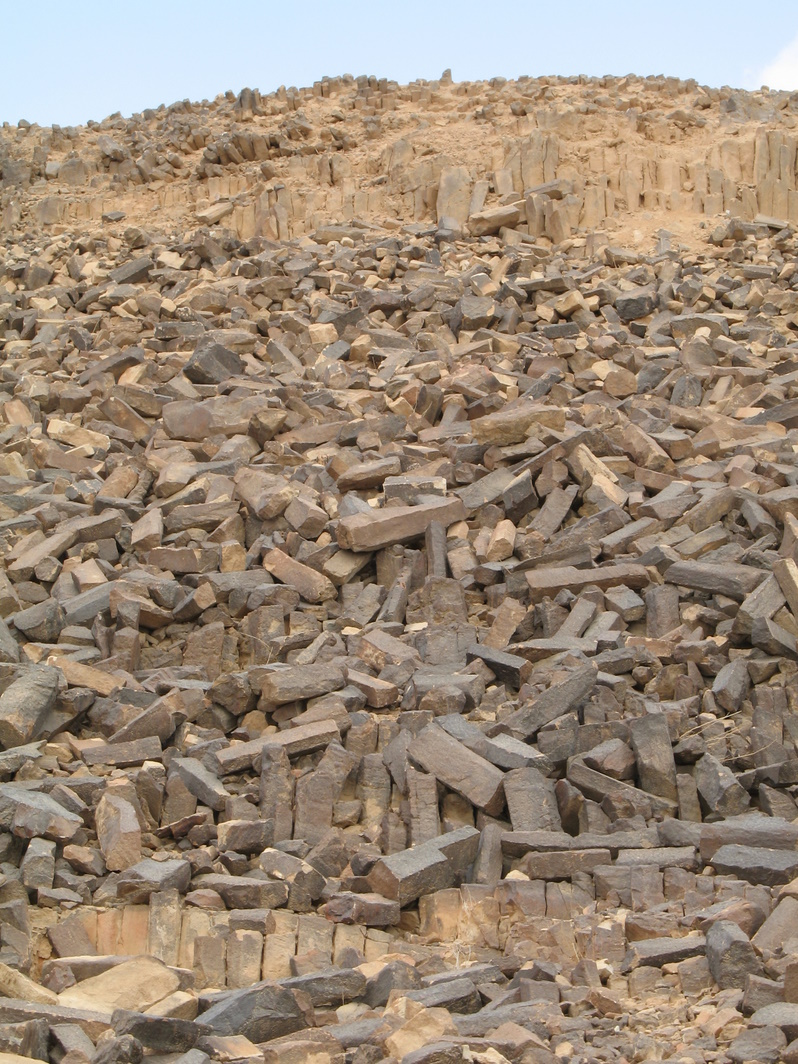
ها-مينسارا (المنشرة): الحجر الرملي "المخبوز" الذي تحول إلى كوارتزيت صلب
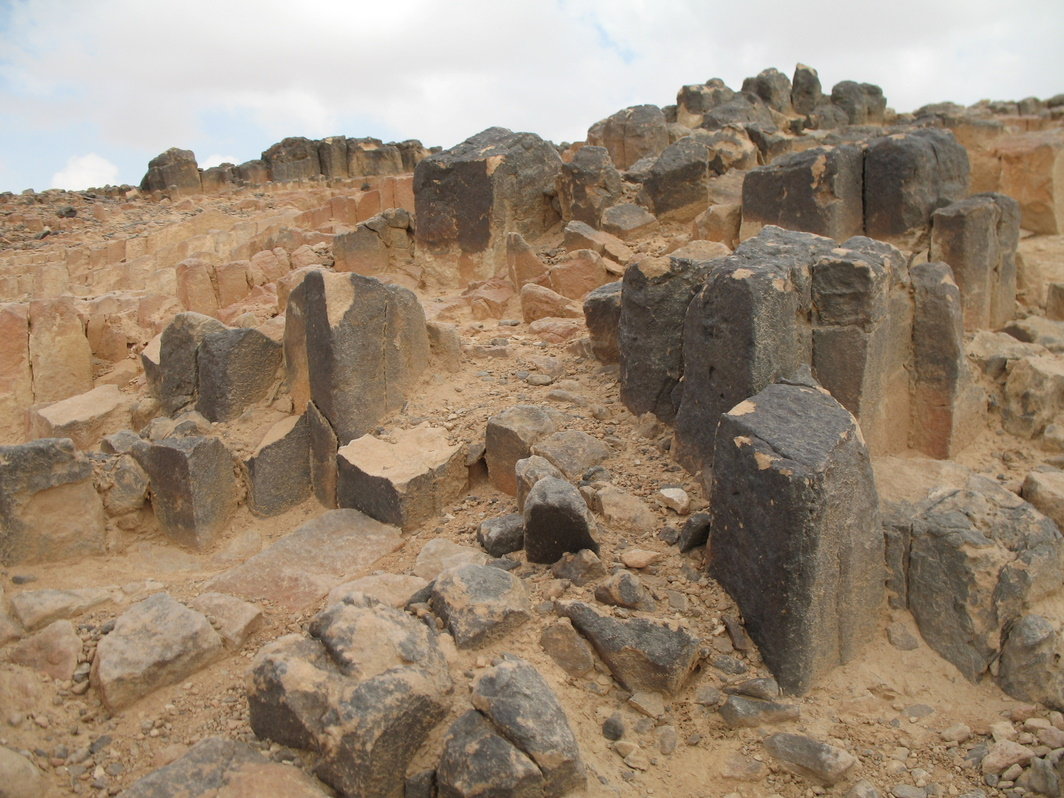
منشورات رملية مستطيلة وسداسية الشكل في وسط وادي الرمان، ها-مينسارا (المنشرة)
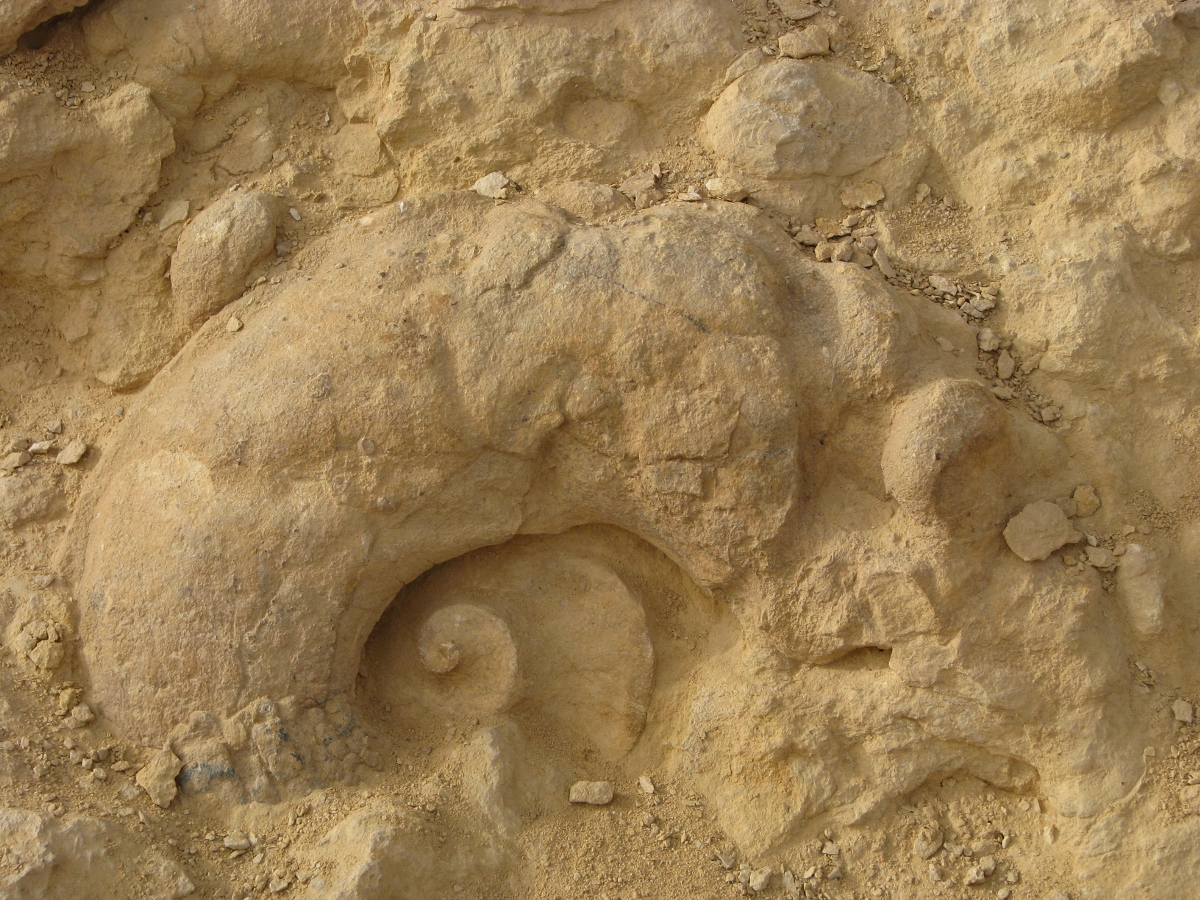
أمونيت في جدار الأمونيت
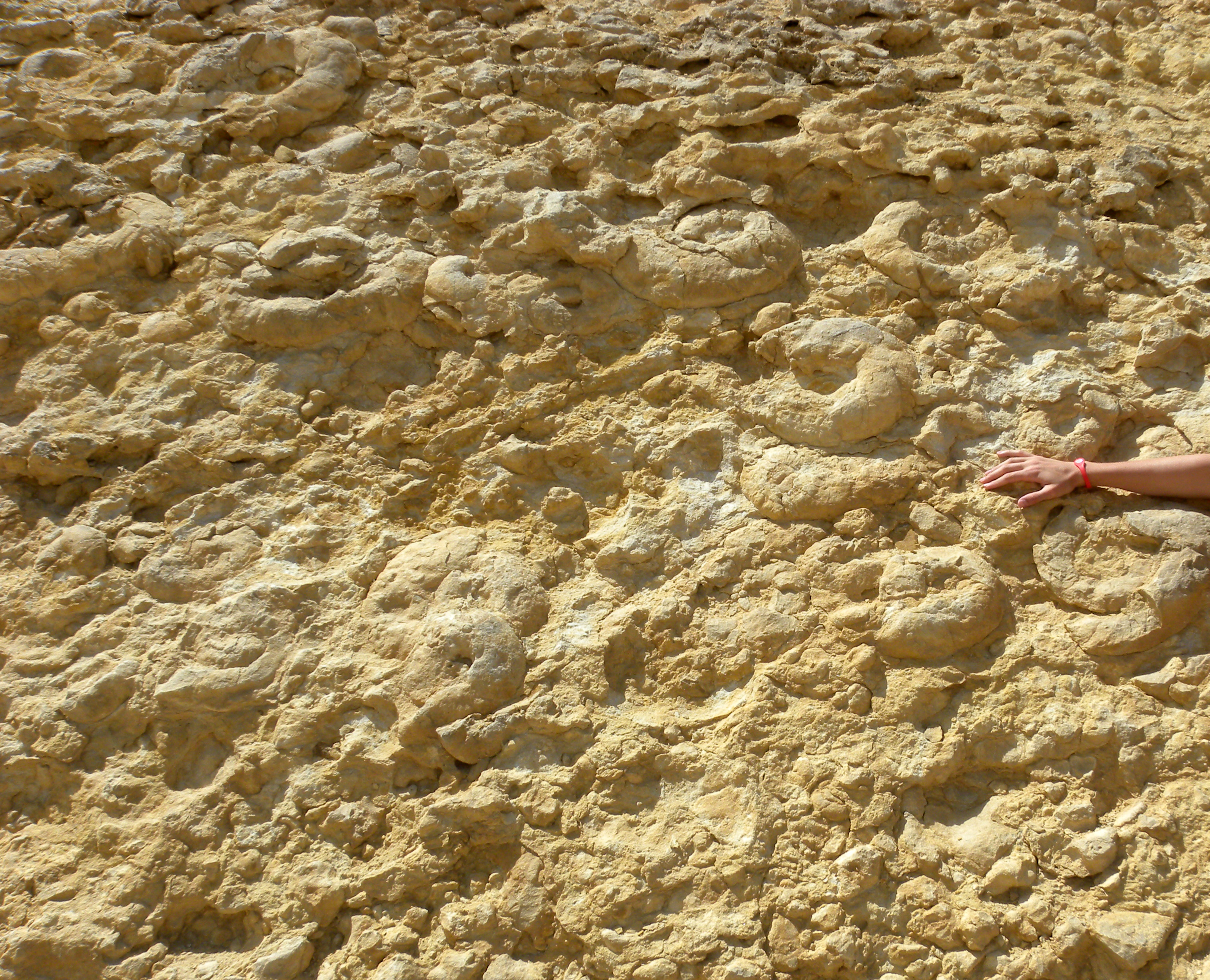
جدار الأمونيت (تكوين التمار، السينوماني)
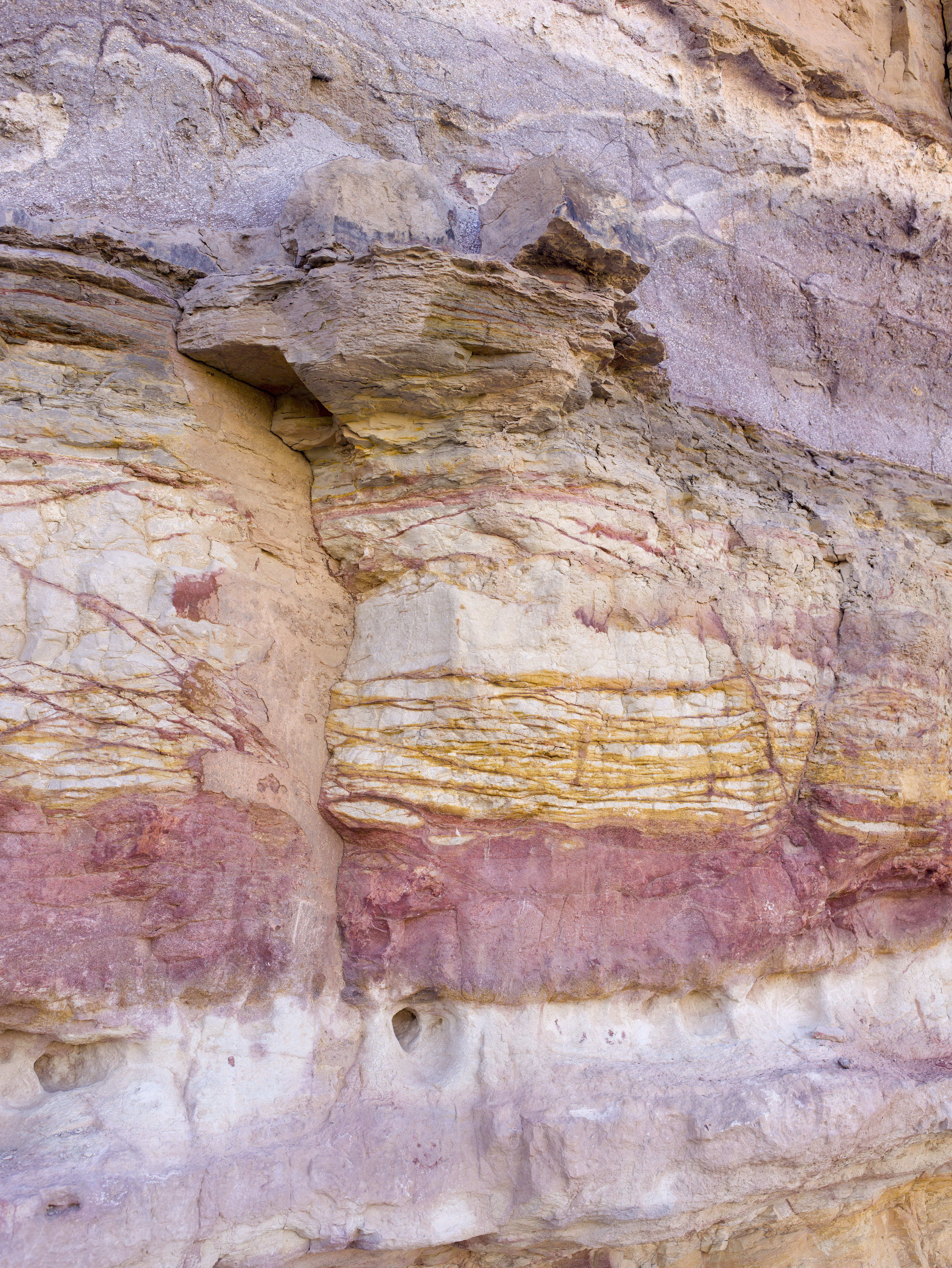
نطاقات ألوان الحجر الرملي
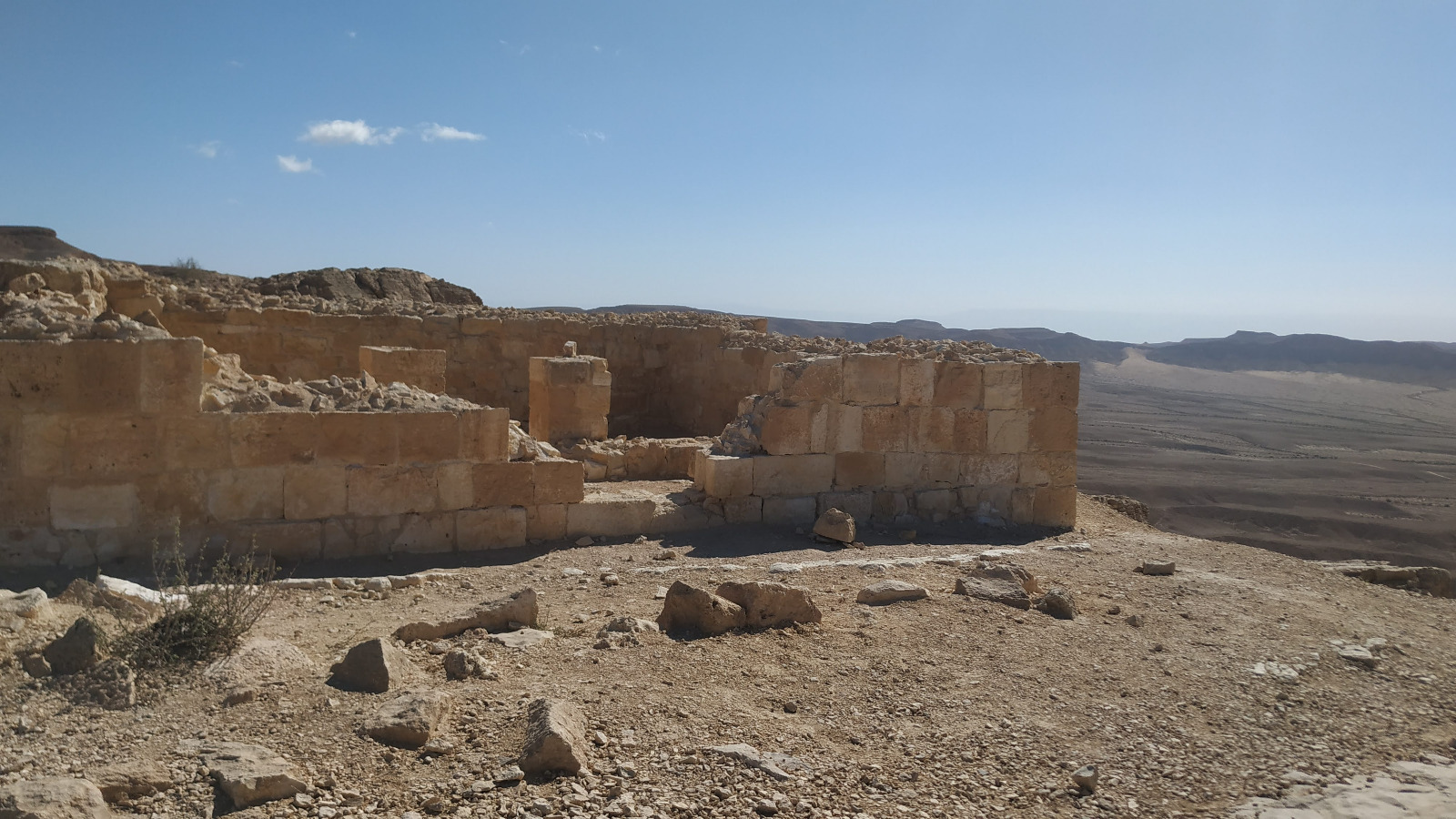
بقايا مزاد محمل على طريق البخور بين البتراء وعوفدت.
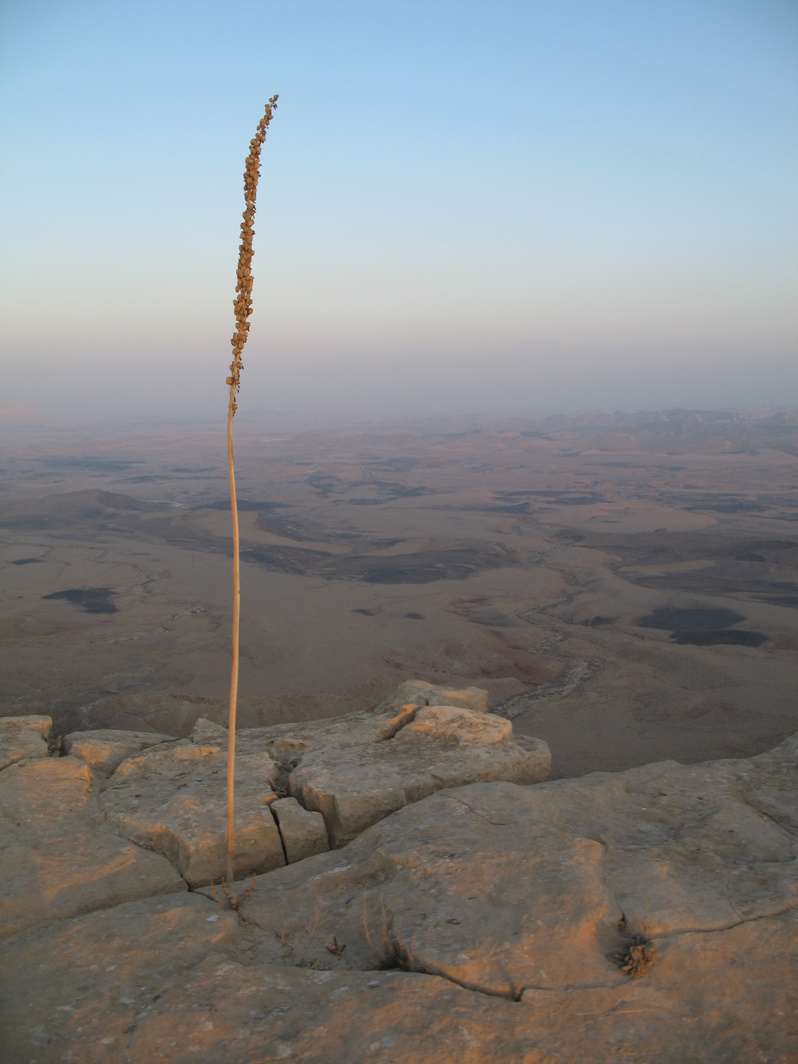
الحافة الشمالية للجرن.
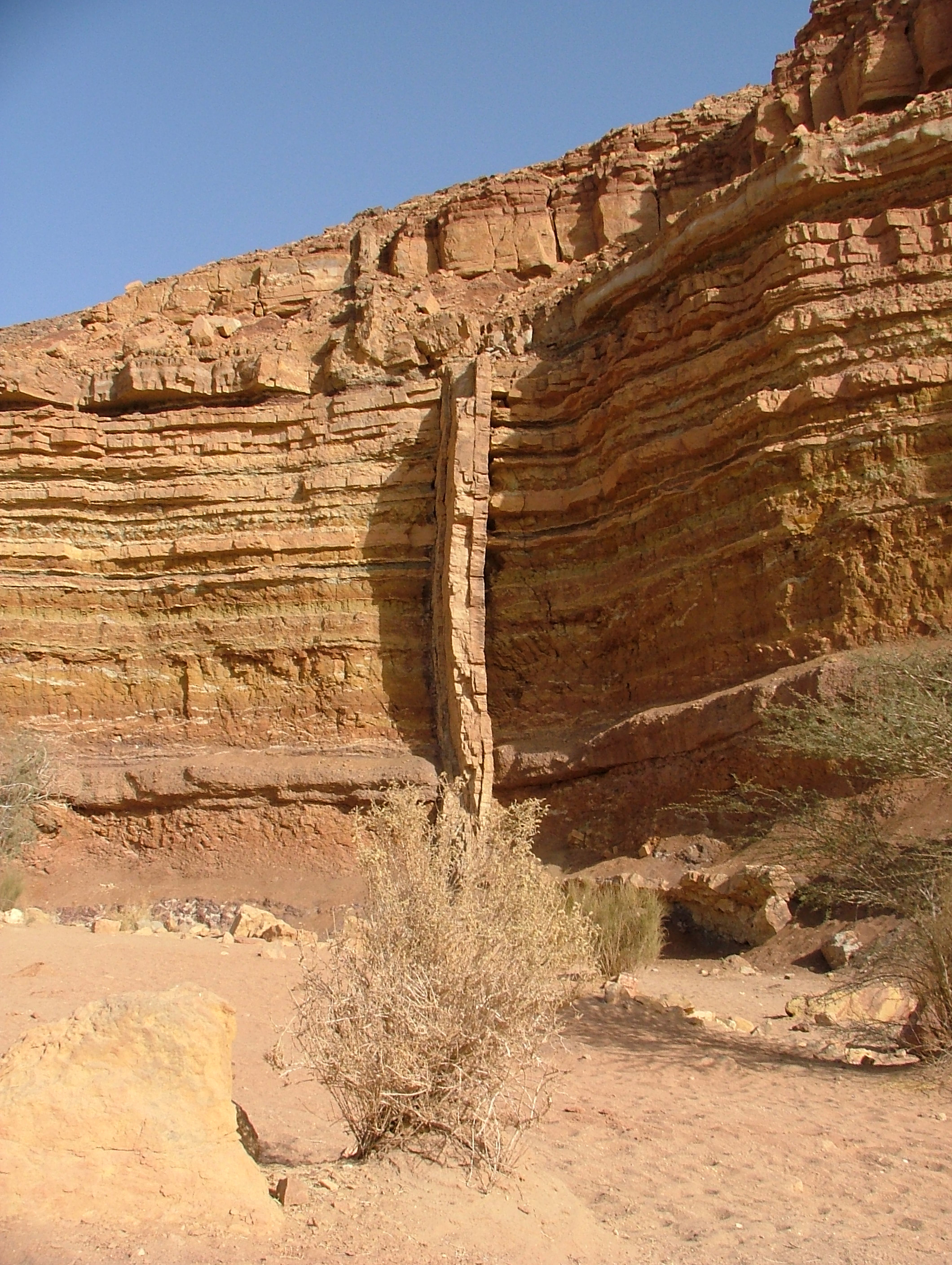
تشكيل صخري في الوداي.
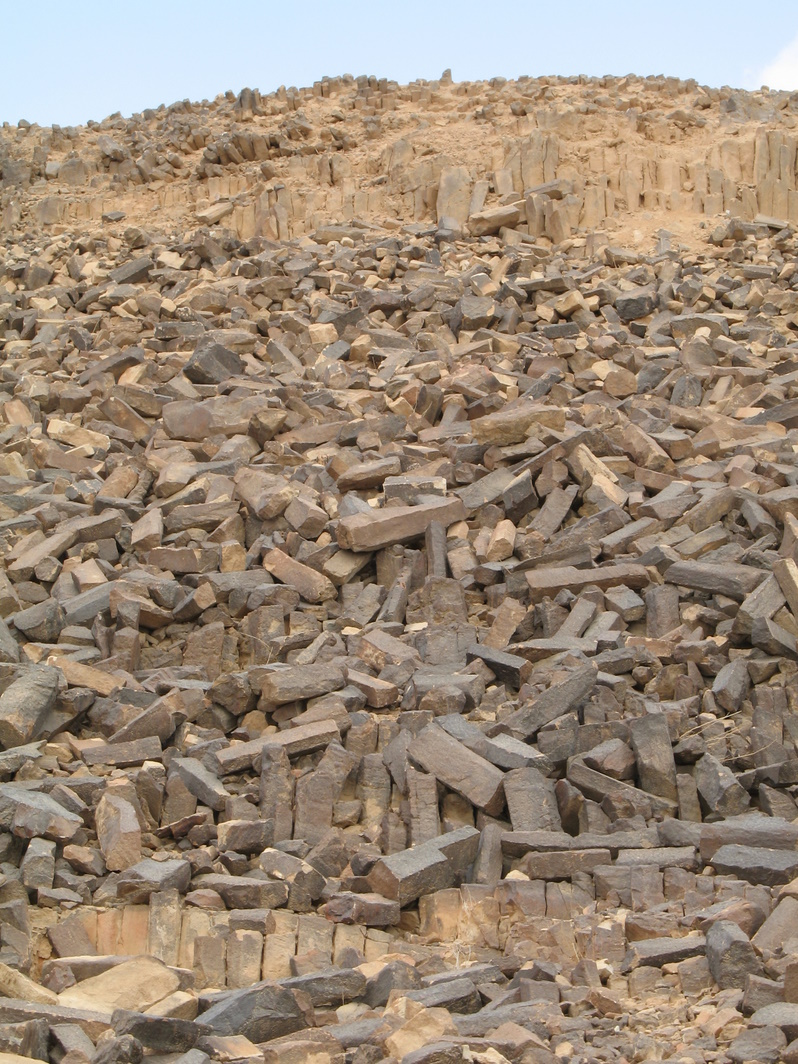
ها مينصارا.
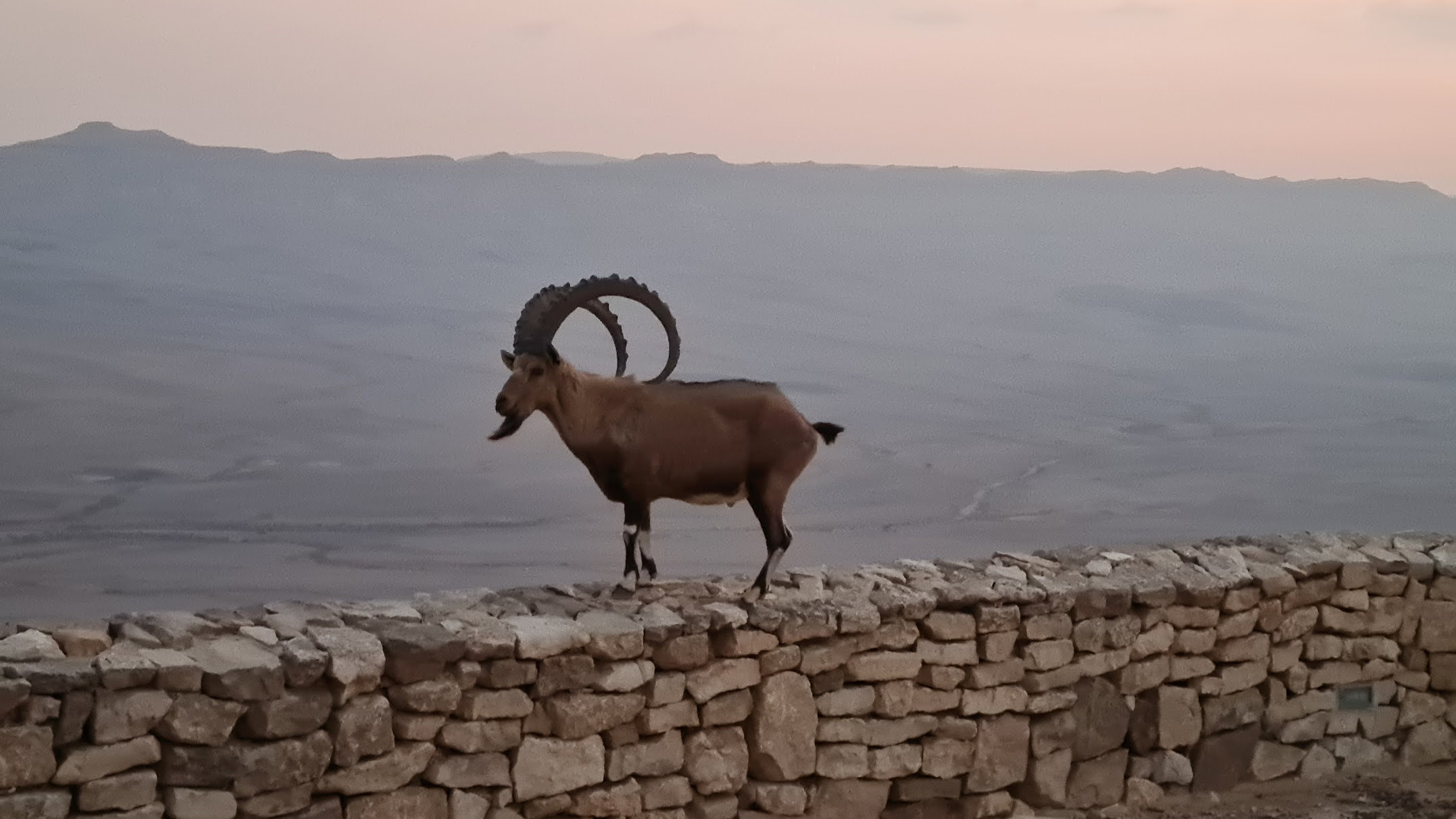
وعل على الحافة العليا للوادي
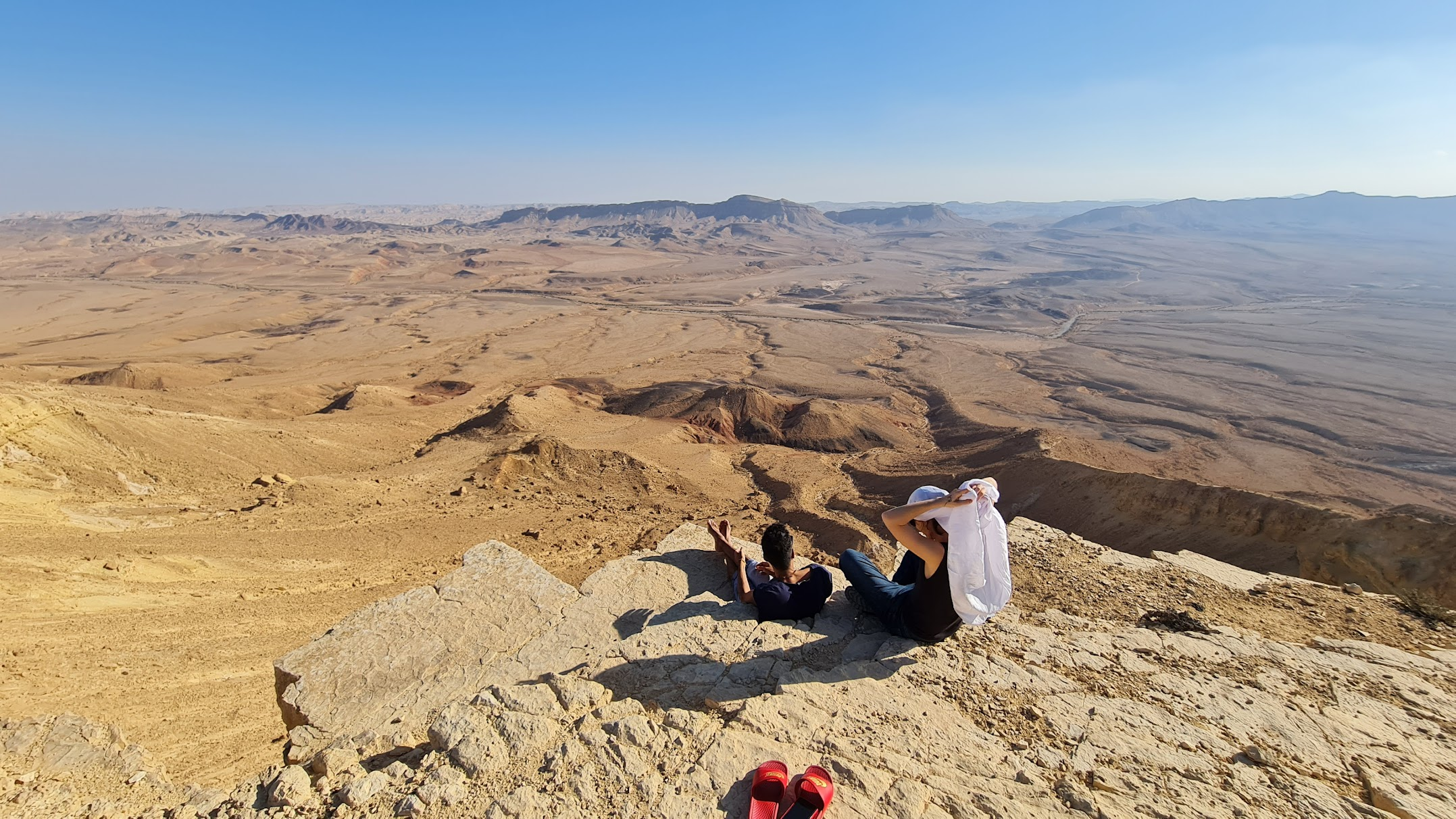

## روابط خارجية
- فوهة رامون على خرائط جوجل
- فوهة رامون معلومات تفصيلية عن المسار والمشي لمسافات طويلة. من السياحة والرحلات والسفر في إسرائيل
- مركز زوار وادي الرمان، على موقع سلطة الطبيعة والمتنزهات الإسرائيلية.
- مازور، إيمانويل وكراسنوف، بوريس، محررا كتاب "بلاد الماختشيم، مختبر الطبيعة". دار نشر بينسوفت، صوفيا، 2001،(ردمك 954-642-135-9)، 411 صفحة